# Blândești
Blândești is een Roemeense gemeente in het district Botoșani.
Blândești telt 2412 inwoners.